# Zaïd Karouch
Zaïd Karouch, również Zaïd Krouch, arab. زيد كروش (ur. 27 stycznia 1991) – marokański piłkarz grający na pozycji ofensywnego pomocnika w Renaissance de Berkane. Reprezentant kraju.

## Kariera

### Kariera klubowa
Przez większość kariery Zaïd Karouch związany był z Moghrebem Tètouan. To był też jego pierwszy zespół. Zadebiutował tam 26 sierpnia 2011 roku w meczu przeciwko FUS Rabat, który zakończył się bezbramkowym remisem. W tym klubie łącznie rozegrał 150 meczów, strzelił 27 goli i zanotował 15 asyst. Z tym klubem dwukrotnie zdobył mistrzostwo kraju (sezony 2011/2012 i 2013/2014) oraz wystąpił na klubowych mistrzostwach świata. 10 stycznia 2019 roku został zawodnikiem hinduskiego FC Goa. Zadebiutował tam 28 stycznia 2019 roku przeciwko Jamshedpur FC, mecz zakończył się bezbramkowym remisem. Z tym zespołem zdobył Superpuchar Indii. Łącznie w tym klubie rozegrał 17 meczów, nie strzelając ani jednej bramki. 1 lipca 2019 roku podpisał kontrakt z Renaissance de Berkane. Zadebiutował tam w meczu pucharu CAF przeciwko Ashanti Gold SC, przegranym 3:2.  Z klubem w 2020 roku zdobył ten puchar. Do 5 kwietnia 2021 roku Zaïd Karouch rozegrał w tym klubie 49 meczów, strzelił 4 gole i zanotował 5 asyst.

### Kariera reprezentacyjna
Zaïd Karouch rozegrał w ojczystej reprezentacji do lat 23 2 mecze, zaś w seniorskiej jeden (pod egidą FIFA).